# Cape Pallarenda Conservation Park
Cape Pallarenda Conservation Park är en park i Australien. Den ligger i delstaten Queensland, omkring 1 100 kilometer nordväst om delstatshuvudstaden Brisbane. Cape Pallarenda Conservation Park ligger 12 meter över havet.
Trakten är tätbefolkad. Närmaste större samhälle är Townsville, nära Cape Pallarenda Conservation Park.
Savannklimat råder i trakten. Genomsnittlig årsnederbörd är 1 076 millimeter. Den regnigaste månaden är mars, med i genomsnitt 273 mm nederbörd, och den torraste är september, med 4 mm nederbörd.